# カーティス・ブロウ
カーティス・ブロウ（Kurtis Blow、本名: Kurtis Walker、1959年8月9日 - ）は、アメリカ合衆国ニューヨーク州ハーレム出身のラッパー、歌手、ソングライター、音楽プロデューサー、映画プロデューサー、Bダンサー、DJ、牧師。
歴史上、商業的に成功した初のソロラッパーであり、メジャー・レーベルと契約した初めてのソロラッパーとして知られている。1980年のデビューアルバムからのシングル「The Breaks」はラップに初めてサビを設けたラップ曲として知られており、ゴールドディスクに初めて認定されたラップソングとなった。
これまでに15枚のアルバムをリリースしており、現在は牧師として活動している。

## ディスコグラフィ
スタジオ・アルバム
- Kurtis Blow (1980年)
- Deuce (1981年)
- Tough (1982年)
- The Best Rapper on the Scene (1983年)
- Ego Trip (1984年)
- America (1985年)
- Kingdom Blow (1986年)
- Back by Popular Demand (1988年)